# San Miguel de Mercedes
San Miguel de Mercedes es un distrito del municipio de Chalatenango Sur departamento de Chalatenango, El Salvador. Según el censo oficial de 2024, tiene una población de 2 492 habitantes.
| Censo | Población | Cambio | Porcentaje |
| ----- | --------- | ------ | ---------- |
| 2007  | 2 487     | N/D    | N/D        |
| 2024  | 2 492     | 5      | 0.2%       |

## Historia
El poblado es de origen prehispánico, y estuvo habitado por grupos lencas. Su nombre primitivo era Techonchogo. Para el año 1550 se estimaba su población en 675 habitantes, pero en el año 1740 habían disminuido a setenta moradores. En 1770, Pedro Cortés y Larraz refirió que había en el sitio "48 familias con 201 personas de población". Ingresó al Partido de Chalatenango en 1786, y el intendente Antonio Gutiérrez y Ulloa reportó, en informe del año 1807, que era "pueblo de 600 indios de todas edades y sexos", que cultivaban jiquilite y maíz.
En la época republicana, perteneció al departamento de San Salvador de 1824 a 1835, y desde 1835 a 1855 a Cuscatlán. Desde este último año pertenece a Chalatenango. Por acuerdo legislativo del 17 de febrero de 1848 cambió su nombre de Techonchogo a San Miguel de las Mercedes. En 1890 tenía 1.040 habitantes.

## Información general
El distrito tiene un área de 19,61 km², y la cabecera una altitud de 490 m s. n. m. Las fiestas patronales se celebran en el mes de septiembre en honor a la Virgen de la Merced. El topónimo Techonchogo significa "Lugar de los chonchos y piedras", o también "Los siete sauces". A través de los años ha sido conocido como Teqchonchogo (1548), San Miguel Techincho (1740), Techoncho (1770) y San Miguel de Mercedes desde 1848.